# Acrotemnus faba
Acrotemnus faba (лат.) — вид вымерших лучепёрых рыб из монотипического рода Acrotemnus семейства пикнодонтид отряда пикнодонтообразных, известный по фоссилиям (ископаемым остаткам) из морских отложений верхнего мела Нигера возрастом 99,7—66,043 млн лет.

## История открытия
Вид и род были описаны по фоссилиям, обнаруженным в верхнемеловых отложениях Нигера, швейцарско-американским палеонтологом Луи Агассисом в 1844 году.

## Палеоэкология
Acrotemnus faba был морским нектонным (активноплавающим) хищником-дурофагом, то есть употреблял в пищу животных с твёрдой раковиной или экзоскелетом, такие как кораллы, моллюски и крабы.
Из департамента Таноут, откуда известны ископаемые остатки Acrotemnus faba, также были описаны фоссилии различных других таксонов. К фоссилиям хрящевых рыб относятся фоссилии пилорылого ската Onchosaurus pharao, лучепёрых рыб — осетрообразного Cylindracanthus bisulcatus, лососеобразного Enchodus lamberti, других пикнодонтид Coelodus sp. и Coelodus plethodon, панцирникообразного Paralepidosteus africanus, двоякодышащих — Ceratodus sp., Ceratodus humei, Neoceratodus africanus, крокодиломорф — представителя семейства Aegyptosuchidae, предположительно принадлежащие Aegyptosuchus sp., и неидентифицированного крокодила.